# Afrectopius gessi
Afrectopius gessi là một loài tò vò trong họ Ichneumonidae.